# René Waleff
René Waleff (30 de noviembre de 1874-31 de marzo de 1961) fue un deportista francés que compitió en remo.
Participó en los Juegos Olímpicos de París 1900, obteniendo una medalla de plata en la prueba de dos con timonel. Ganó una medalla de oro en el Campeonato Europeo de Remo de 1900.

## Palmarés internacional
| Juegos Olímpicos   | Juegos Olímpicos | Juegos Olímpicos | Juegos Olímpicos |
| Año                | Lugar            | Medalla          | Prueba           |
| ------------------ | ---------------- | ---------------- | ---------------- |
| 1900               | París (Francia)  | Medalla de plata | Dos con timonel  |
| Campeonato Europeo |                  |                  |                  |
| Año                | Lugar            | Medalla          | Prueba           |
| 1900               | París (Francia)  | Medalla de oro   | Dos con timonel  |